# Goronyosaurus nigeriensis
Il goronyosauro (Goronyosaurus nigeriensis) è un rettile marino estinto, appartenente ai mosasauri. Visse nel Cretaceo superiore (circa 70 milioni di anni fa). I suoi resti sono stati ritrovati in Nigeria, nello Stato di Sokoto.

## Descrizione
Come tutti i mosasauri, il goronyosauro (lungo circa 8 metri) possedeva un corpo estremamente adattato alla vita acquatica: lungo e sottile, questo era circondato da quattro arti accorciati e trasformati in pinne, mentre la lunga coda era appiattita lateralmente. Esternamente il cranio doveva richiamare nell'aspetto quello degli altri mosasauri (lungo e stretto), ma possedeva una serie di caratteristiche uniche: il muso, ad esempio, non era appuntito, ma terminava in una sorta di cilindro allungato. Le mascelle dovevano essere particolarmente potenti. I denti, particolarmente grandi, erano organizzati in modo simile a quello dei coccodrilli, e i caniniformi andavano a intersecarsi fra loro; quando la bocca era chiusa, i denti caniniformi erano riposti in appositi "buchi". Gli occhi erano relativamente piccoli, ma il senso dell'odorato doveva essere particolarmente sviluppato.

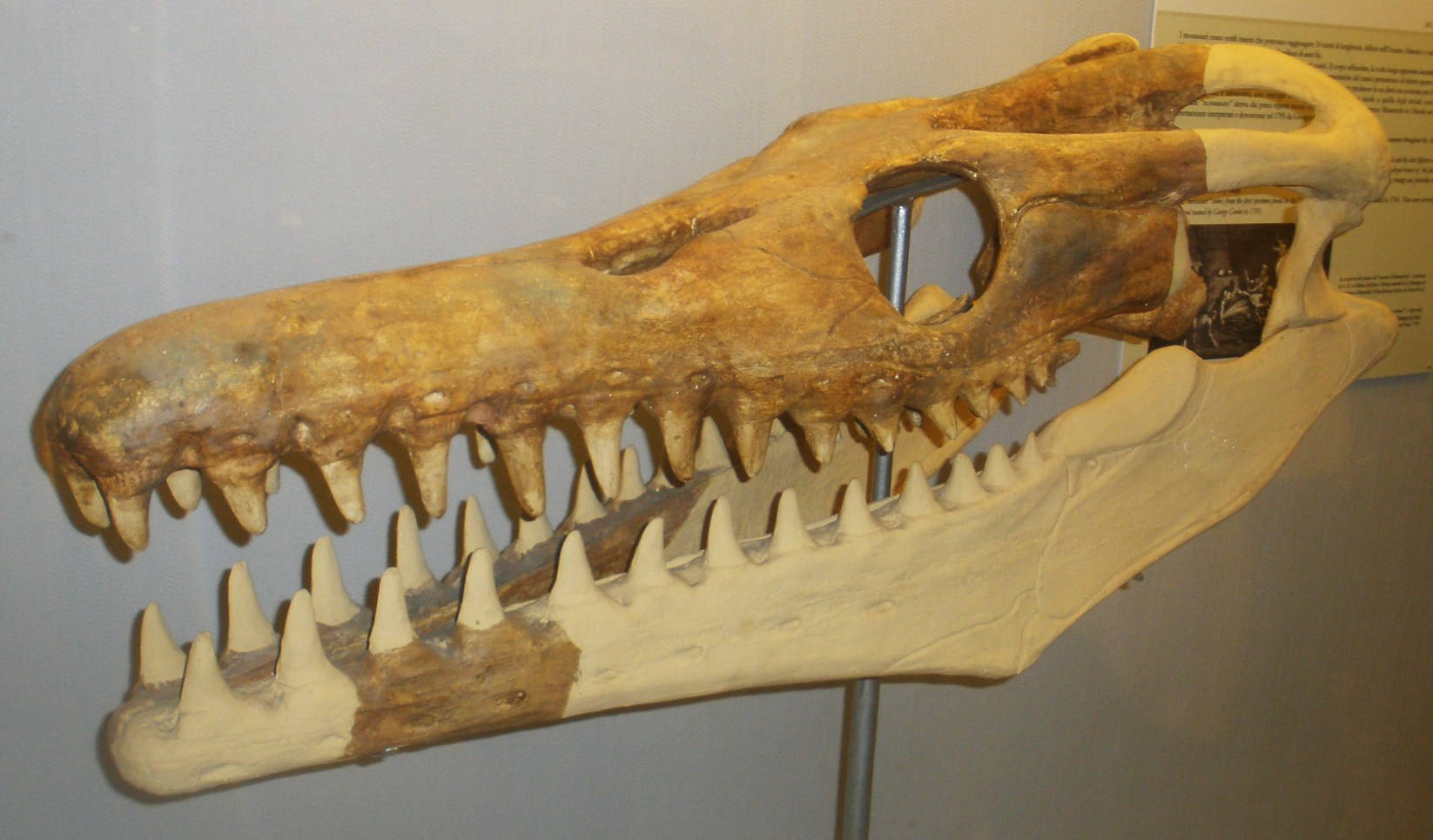
Ricostruzione del cranio di Goronyosaurus nigeriensis

## Classificazione
È incerto a quale gruppo di mosasauri appartenesse il goronyosauro; le caratteristiche uniche del cranio non permettono una classificazione sicura; probabilmente questo animale rappresenta un ramo iperspecializzato della famiglia dei mosasauridi, apparso verso la fine del Cretaceo.

## Stile di vita

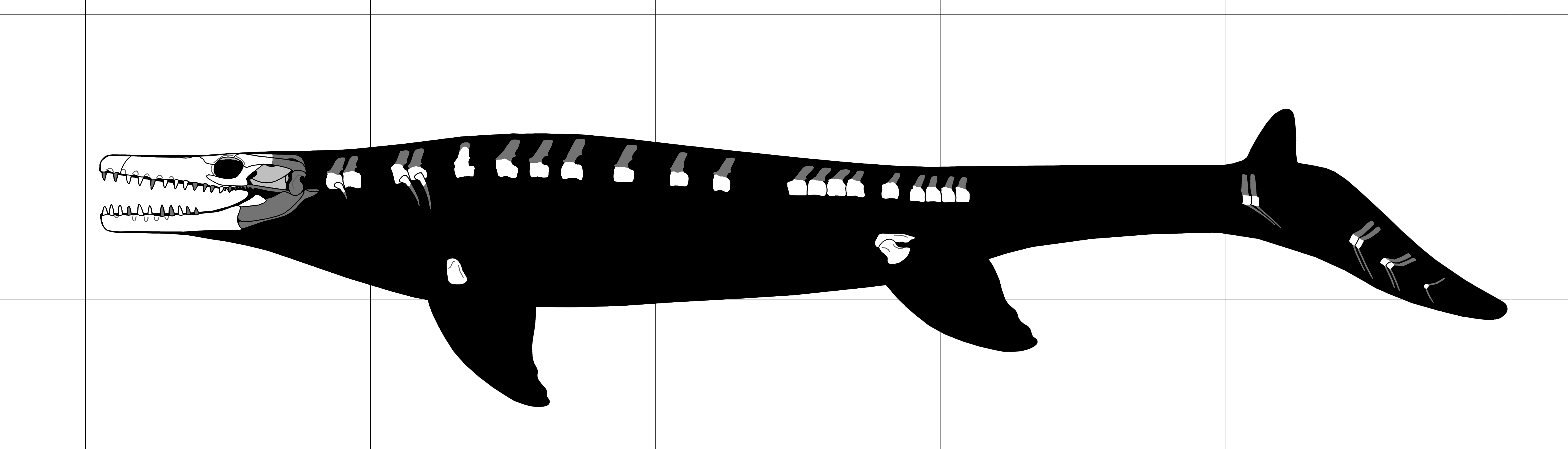
Ricostruzione dello scheletro di Goronyosaurus nigeriensis

Uno studio di Lingham-Soliar del 1999 ha provato a ipotizzare che tipo di predatore fosse il goronyosauro. Probabilmente questo animale cacciava in modo molto simile ai coccodrilli odierni, tendendo agguati alle prede per poi scuoterle violentemente e tagliandole con i grandi denti. Secondo lo studio, i denti e il cranio di questo animale non erano adatti a cozzare contro le ossa, ma a penetrare nella carne; i denti caniniformi, in particolare, erano costruiti in modo tale da risultare una temibile trappola.